# 擺花街
擺花街（英語：Lyndhurst Terrace）是香港島中西區中環的一條道路。它建於中環南部一段斜坡上，連接荷李活道及威靈頓街與砵典乍街交界處，並在結志街、閣麟街與中環至半山自動扶梯系統十字交界。

## 名稱

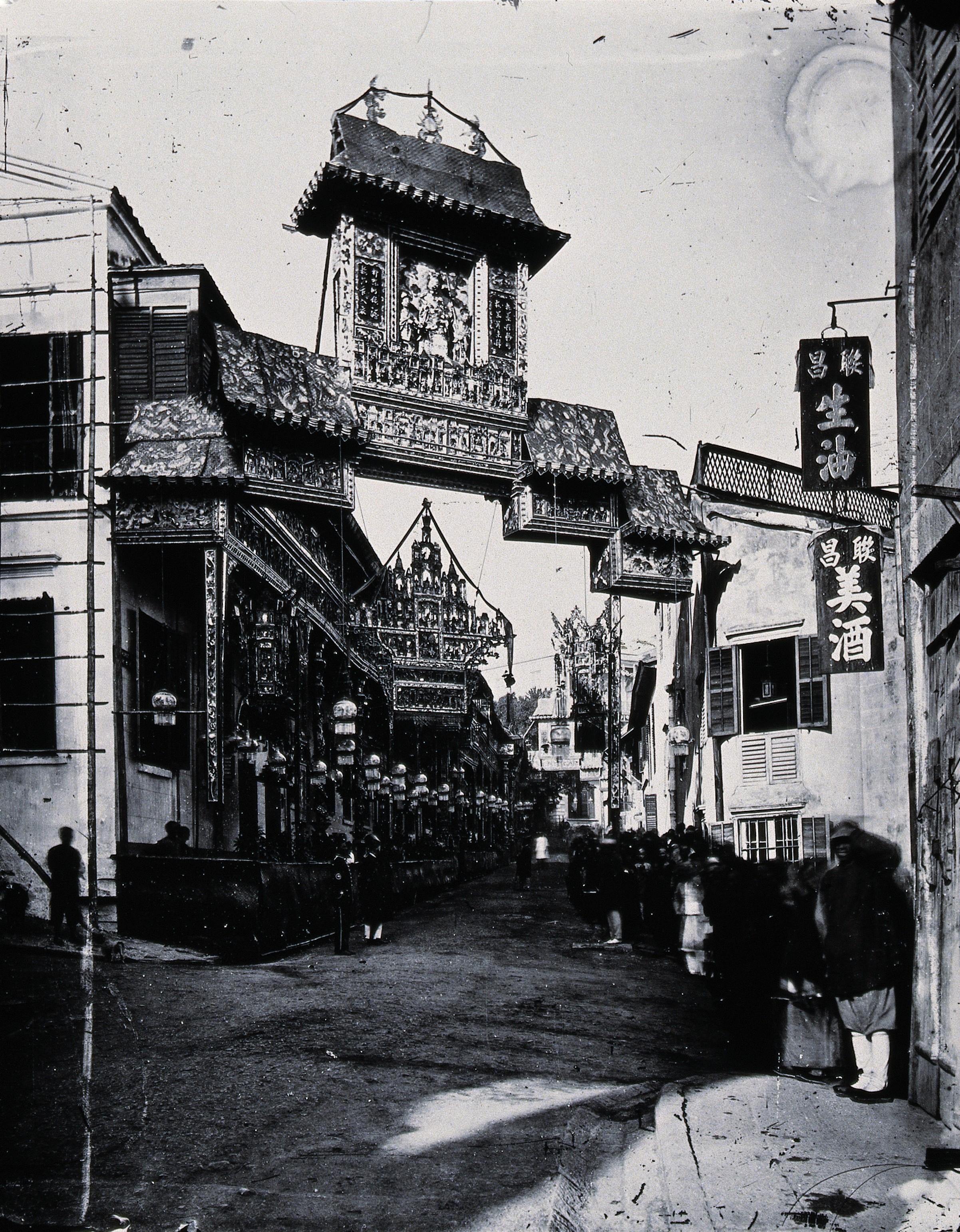
1869年擺花街，圖中之中式拱門裝飾是為慶祝愛丁堡公爵亞爾菲臘來訪而設

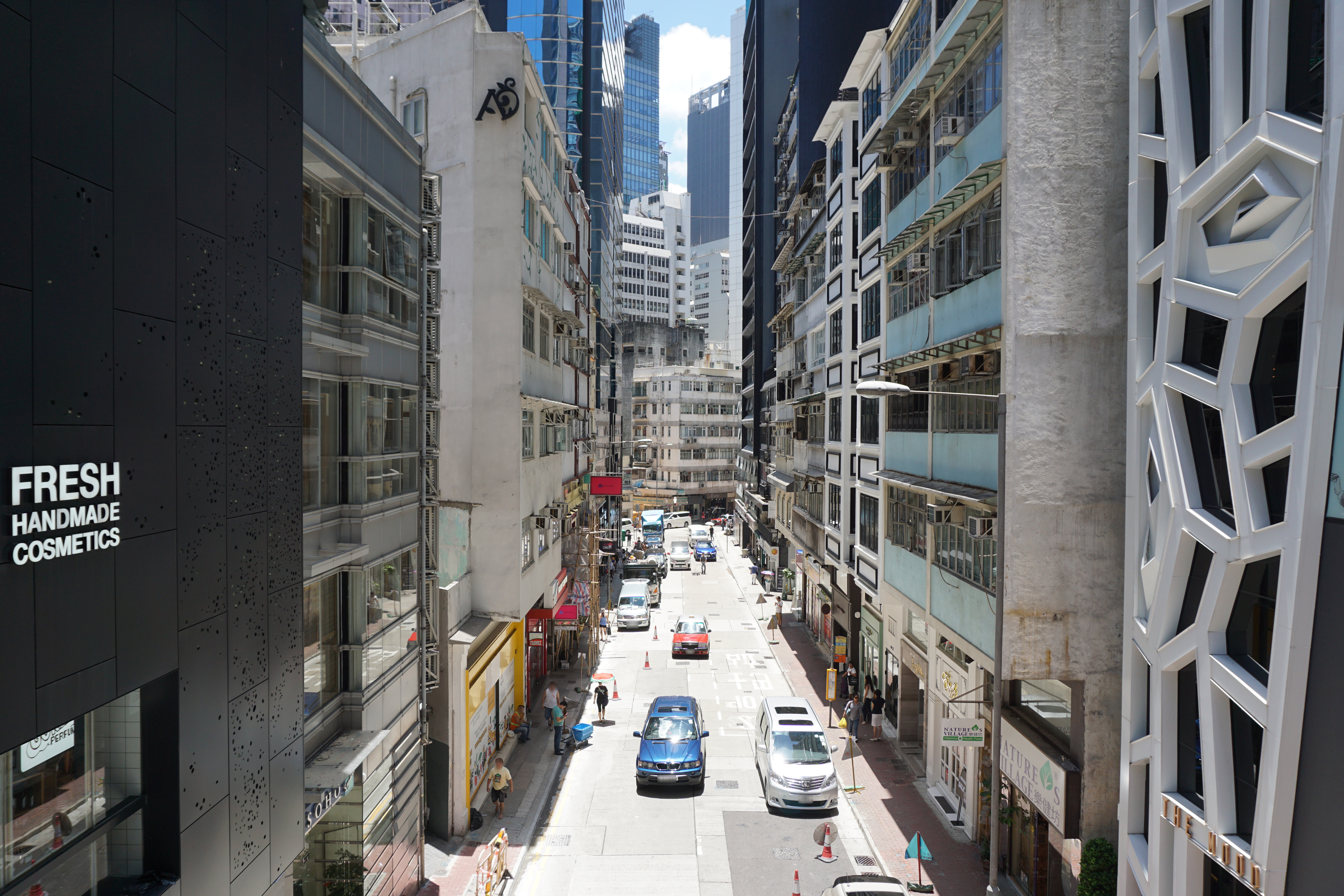
擺花街東面（2016年）

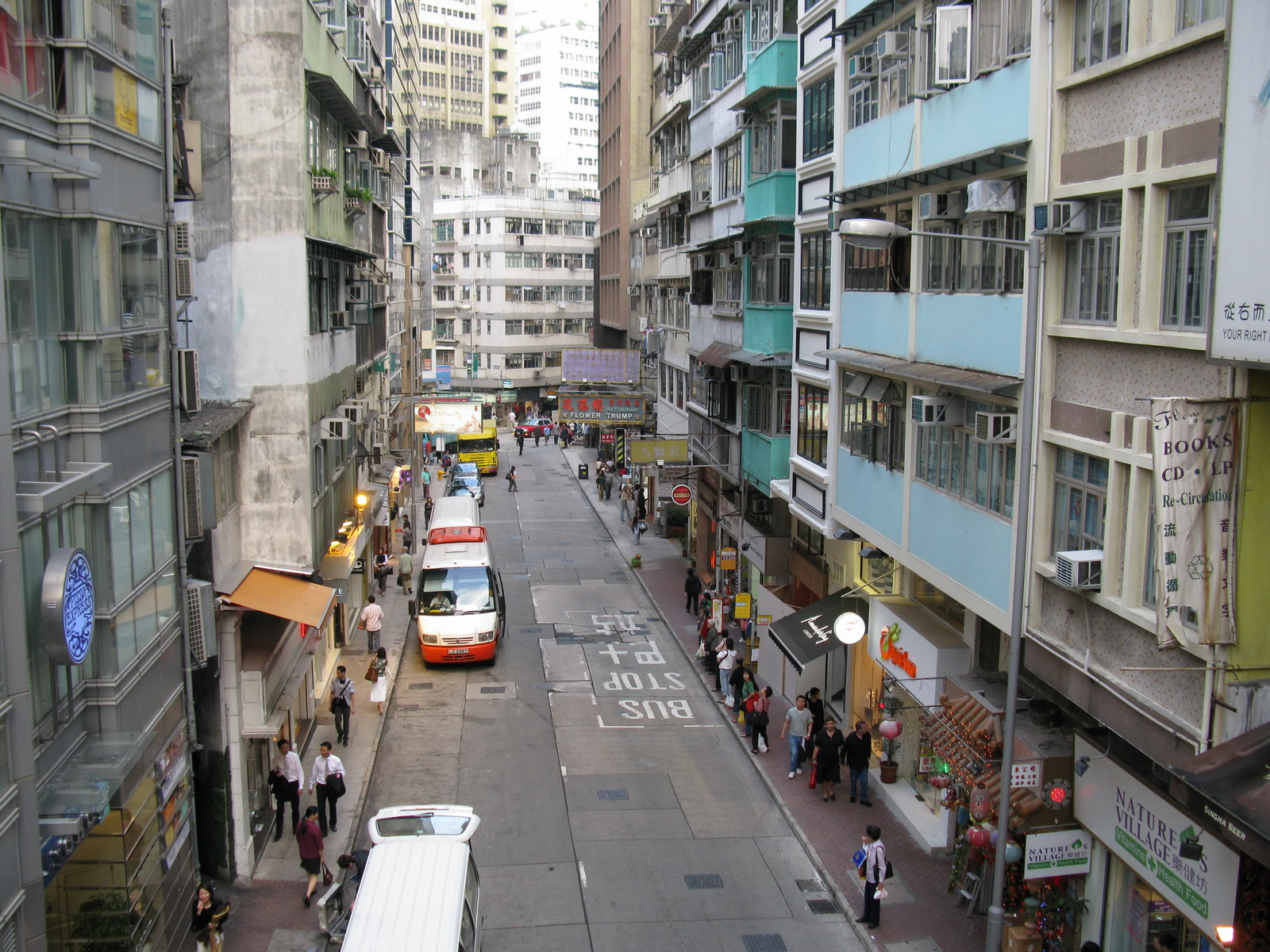
擺花街東面（2007年）

擺花街前稱倫核士街，英文名稱為「Lyndhurst Terrace」，是為了紀念英國大法官及政治家約翰·考普利，第一代林德赫斯特男爵（John Singleton Copley, 1st Baron Lyndhurst）而命名。倫核士街原為西洋高級妓院集中的風月區，花街這個詞在古代有妓院聚集的地方的意思，又相傳當年好多買春男士前往附近的妓院前，習慣買花束送給妓女，故吸引一眾賣花小販前往擺攤，後來這條街漸漸被稱為擺花街，意指「擺放花卉的街道」，而英文名稱不變。由於擺花街是一條短街，建於斜坡上，因此其英文名稱不叫「Street」，而是「Terrace」，即是「斜坡上的平地」。這個街名亦可見於愛爾蘭作家詹姆斯·乔伊斯的《芬尼根的守灵夜》。

## 歷史
擺花街於1840年代開闢，初時與周邊地區同為妓院的集中地，其中西式妓院多在擺花街開業，而中式的則集中在普慶坊附近的太平山街地區。這些妓院後來遷至上環水坑口街，並於1903年港督彌敦命令下全數在石塘咀重置。
擺花街地區也有一些餐廳，杏讌樓西菜館是其中之一。它位處於擺花街2號，是為中華民國國父孫中山與其他愛國志士經常舉行會議的地方，也是參與第一次廣州起義、從外地來的革命志士之避難所。接近閣麟街的一處也曾有一間「鴻福儀仗店」，專門出租轎子和幡飾等儀仗用品。
自1920年代開始，擺花街已出現了很多珠寶店，除了有幾間到了1980年代才結業外，其餘的在1950年代被專營粵劇戲服的顧繡店取代。隨著顧繡店陸續遷出，現在這裡多為售賣飾品、家品、化妝品的店鋪以及餐館。電影《蝙蝠俠：黑夜之神》曾於2007年11月9日在擺花街進行拍攝工作，從香港時間下午2時30分開始，至下午6時完結。

## 沿路著名景點
- 中環至半山自動扶手電梯系統：供市民來往中環至半山區，是為全球最長的戶外有蓋行人扶手電梯。
- 杏讌樓西菜館遺址：該處於1979年重建成匯財中心（門牌號碼為擺花街8號），已納入中西區文物徑和孫中山史蹟徑，並設有站牌以作紀念。[10]
- 泰昌餅家總店：現時位於擺花街35號地下，於1954年開業。[16]前港督彭定康勳爵十分喜愛泰昌的蛋撻，稱之為「世界上好味的蛋撻」，泰昌因此而揚名。彭定康亦曾與其他曾訪港的外國元首，如德國總理科爾品嘗泰昌的出品。[17]2005年5月，泰昌曾因業主加租一倍至每月港幣8萬元而暫時停業。[18][19][20]事件獲得了傳媒的廣泛報導，在5月最後營業的一天，餅店門外更出現買餅食的人龍。[21]其後於同年9月在擺花街35號地下覓得舖位重開，並在香港其他地方開設幾間分店。[16]

## 圖片

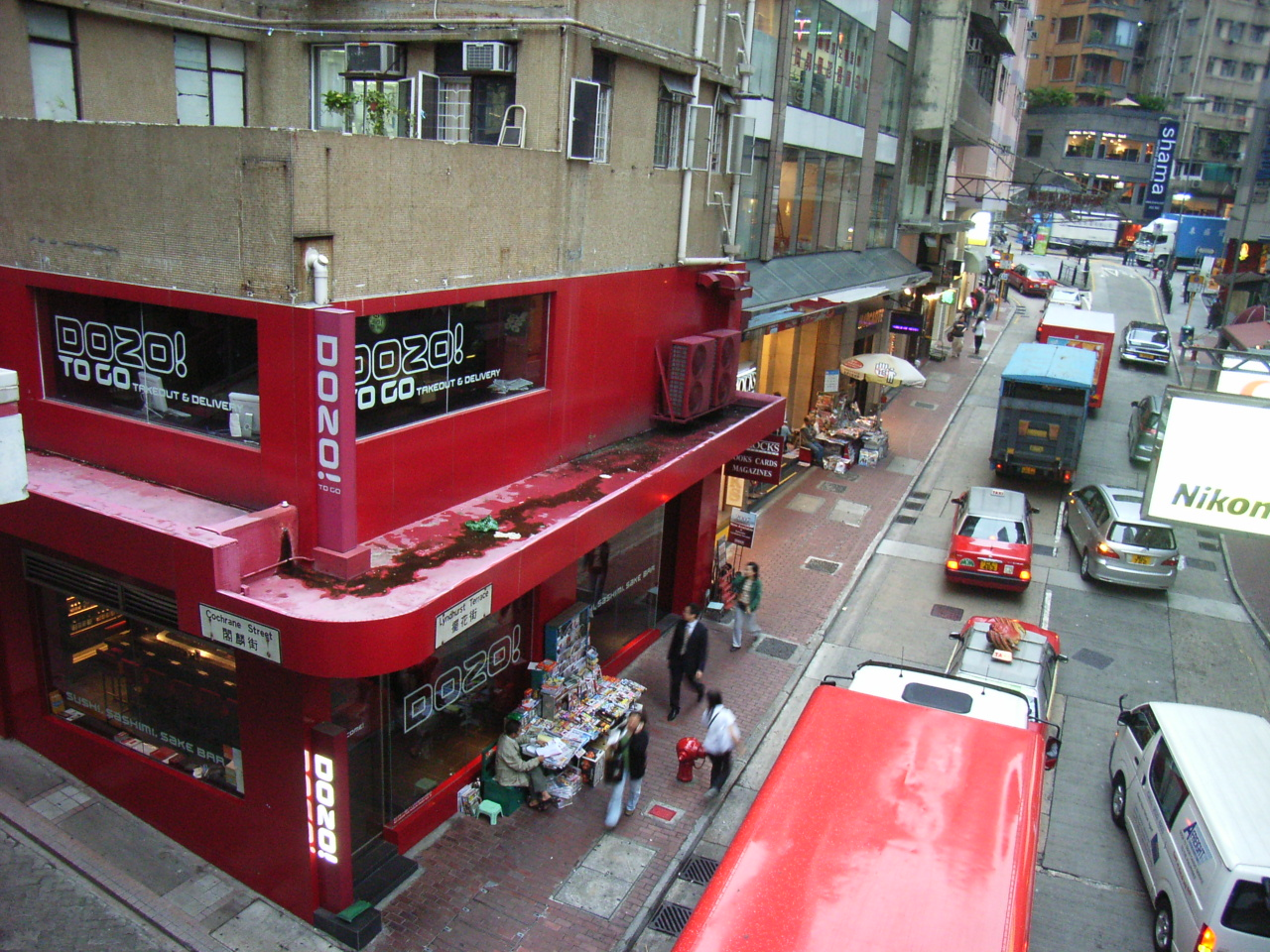
擺花街交通
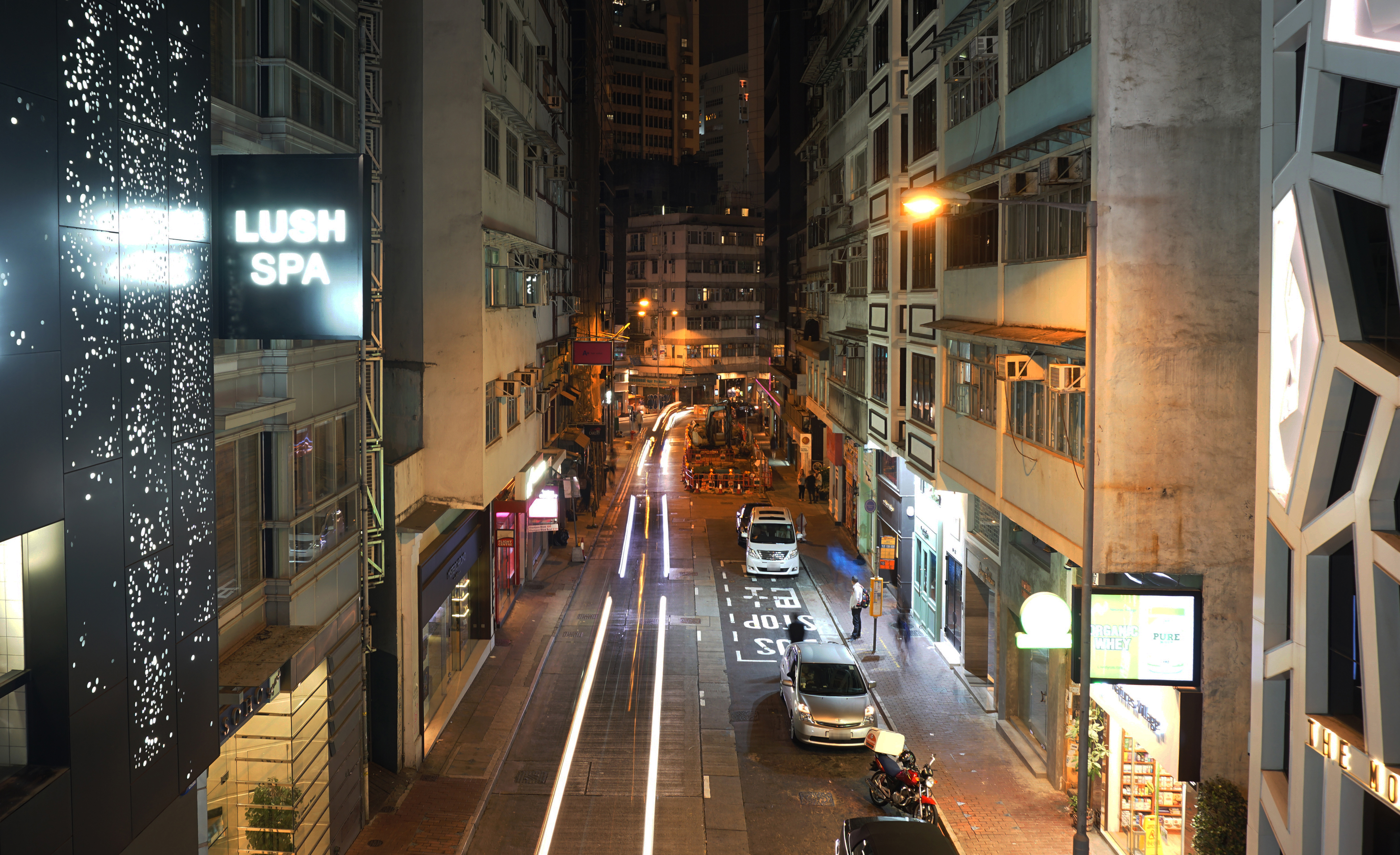
擺花街夜景
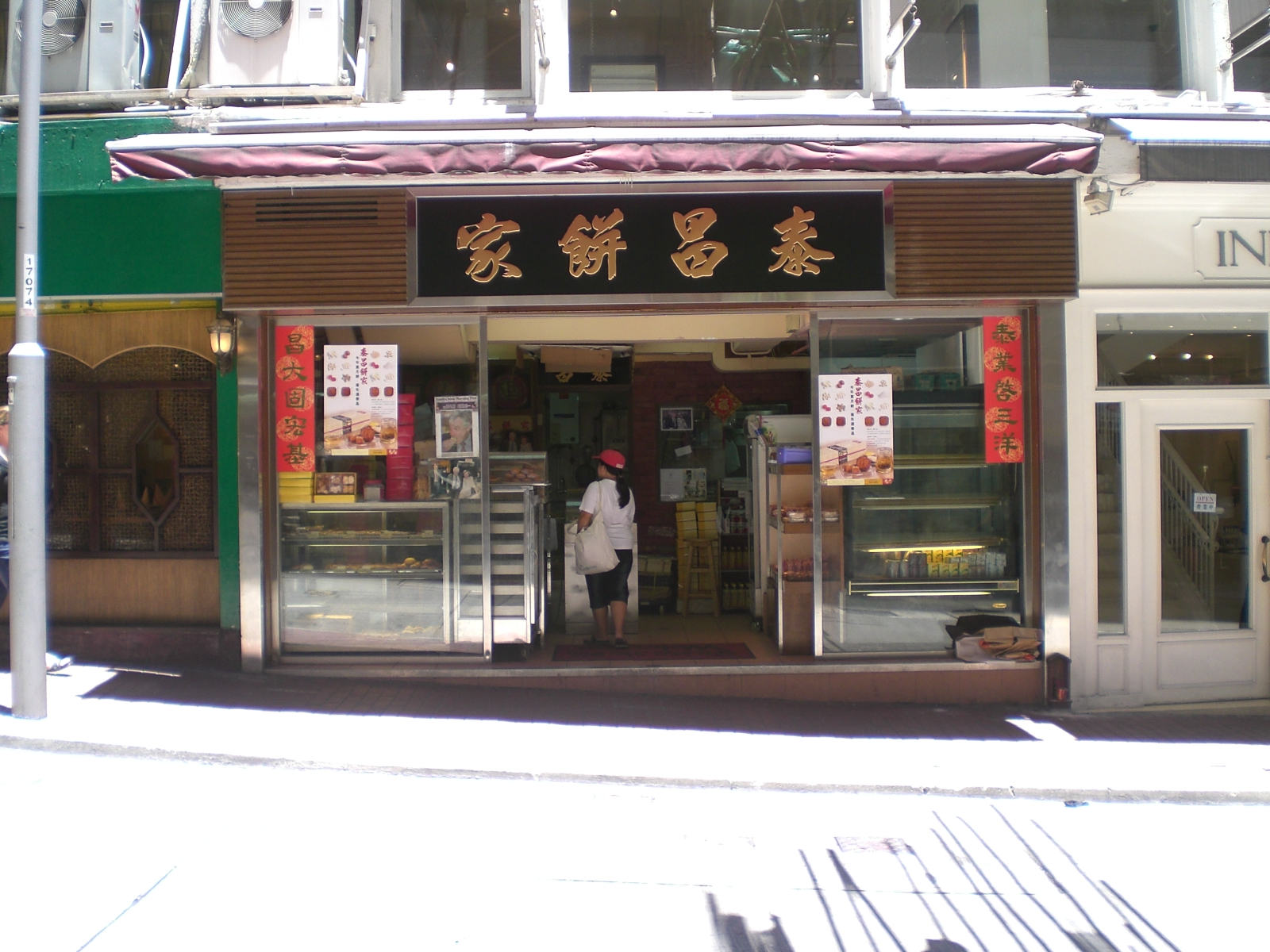
泰昌餅家總店（2007年）

## 流行文化
1987年香港電影《胭脂扣》中，如花與十二少經常在擺花街同進同出。在一討論區內也有署名為「擺花街表哥」的用戶發表以《猛鬼差館——香港員警十年經歷》為題的作品，內容講述警員在擺花街經歷過的靈異故事。而由林夕填詞、陳司翰主唱的歌曲《擺花街一號》，其中一段歌詞亦提到：「想起手牽手的節奏／想起擺花街一路陪你走」。

## 交通
現時有以下巴士路線途經擺花街。
- 城巴：12、12M[22]、13[23]

## 外部連結
维基共享资源上的相關多媒體資源：擺花街
22°16′57″N 114°09′15″E / 22.28248°N 114.15421°E